# Pont Hellou
Der Pont Hellou (französisch: Ruisseau de Pont Hellou) ist ein kleiner Fluss in Frankreich, der im Département Côtes-d’Armor in der Region Bretagne verläuft. Er entspringt an der Gemeindegrenze von Maël-Pestivien und Saint-Servais, entwässert mit einem Bogen über Nord generell in westlicher Richtung und mündet nach rund 15 Kilometern an der Gemeindegrenze von Callac und Duault als linker Nebenfluss in die Hyère. Im Mündungsabschnitt quert der Pont Hellou die Bahnstrecke Guingamp–Carhaix.

## Orte am Fluss
(Reihenfolge in Fließrichtung)
- Burtulet, Gemeinde Saint-Servais
- Le Calouët, Gemeinde Bulat-Pestivien
- Pen Nec’h, Gemeinde Bulat-Pestivien
- Trefflay, Gemeinde Saint-Servais
- La Ville Neuve, Gemeinde Callac
- Trégonval, Gemeinde Saint-Servais
- Restellou Braz, Gemeinde Callac
- Kerscramail, Gemeinde Duault